# Srednji Vlašnik
Srednji Vlašnik je nenaseljeni otočić u otočju Vrhovnjaci, na pola puta između Lastova i Mljeta, a nalazi se oko 13.8 km istočno od Lastova. Najbliži otok je Gornji Vlašnik, oko 70 m prema istoku.
Površina otoka je 46.468 m2, duljina obalne crte 919 m, a visina 19 metara.